# Tottenham Hotspur Football Club 2008-2009
Questa voce raccoglie le informazioni riguardanti il Tottenham Hotspur Football Club nelle competizioni ufficiali della stagione 2008-2009.

## Stagione

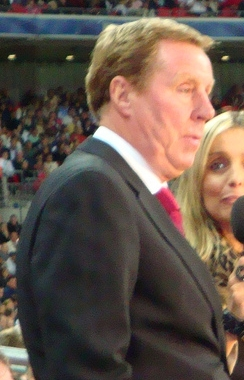
L'allenatore Harry Redknapp, arrivato a stagione in corso con la squadra ultima in classifica, conduce il Tottenham all'ottavo posto in Premier League e alla finale di Coppa di Lega

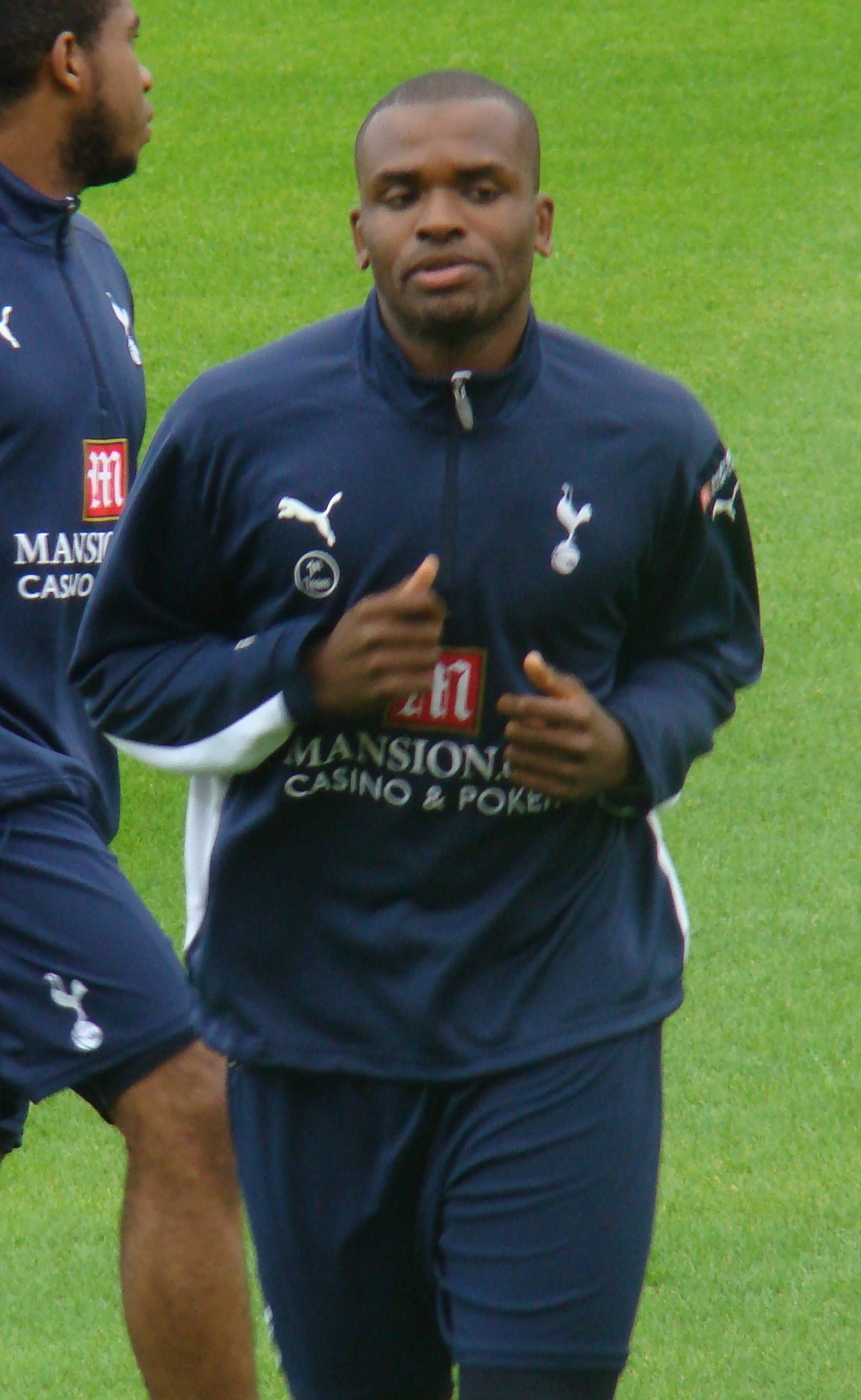
Darren Bent si rivela il miglior marcatore stagionale con 17 reti

### Premier League

#### Girone di andata
Il Tottenham comincia nel peggiore dei modi la stagione in Premier: nelle prime otto partite infatti la squadra totalizza solamente due punti. Questo inizio, il peggiore nella storia del club, comporta l'esonero di Juande Ramos. Gli Spurs, ultimi da soli in classifica, vengono allora affidati dal 25 ottobre 2008 a Harry Redknapp, ex manager del Portsmouth con cui qualche mese prima ha alzato al cielo la Coppa d'Inghilterra. Nel primo incontro col nuovo allenatore, il Tottenham vince la sua prima partita in campionato, alla nona giornata, contro il Bolton (2-0). Segue un pirotecnico 4-4 nel derby contro l'Arsenal, pareggio ottenuto dagli Spurs nei minuti di recupero grazie al gol di Lennon, mentre le successive quattro vittore in sei partite risollevano la squadra fuori dalla zona retrocessione.

#### Girone di ritorno
Nelle prime due giornate del girone di ritorno il Tottenham rimedia due sconfitte in trasferta nei minuti finali contro i modesti West Bromwich e Wigan, ripiombando al penultimo posto. Tuttavia, a partire dallo 0-0 nel derby del febbraio 2009 contro l'Arsenal, gli Spurs mettono a referto sei successi in otto gare, risultati che li affrancano definitivamente dalla lotta per la salvezza. Nell'ultimo mese di campionato la squadra di Redknapp si assesta a metà classica e perderà soltanto contro Manchester United e Liverpool, vincendo due volte e trovando un pari in casa contro l'Everton. Nonostante l'avvio disastroso, l'annata termina alla fine con un ottavo posto, a due sole lunghezze dalla zona UEFA.

### FA Cup
Il 3 gennaio 2009 il Tottenham elimina il Wigan per 3-1 a White Hart Lane. Giunti al turno successivo, gli Spurs sono estromessi dalla Coppa d'Inghilterra dal Manchester United, vincitore per 2-1 ad Old Trafford grazie alle reti di Scholes e dell'ex Berbatov che vanificano il vantaggio iniziale di Roman Pavljučenko.

### Carling Cup
Dopo aver espugnato il St James' Park di Newcastle, il Tottenham ha la meglio anche su Liverpool e Watford, andando ad affrontare nel turno successivo il Burnley. In semifinale gli Spurs risolvono agevolmente la gara d'andata vincendo 4-1, ma nel match di ritorno a Turf Moor il Burnley rimonta il parziale portandosi sul 3-0 dopo i novanti minuti. Ai supplementari la partita viene comunque risolta da due reti nei minuti finali marcate da Pavljučenko e Defoe. Giunto all'atto conclusivo della Coppa di Lega, il Tottenham non riesce tuttavia a difendere il titolo conquistato l'anno passato, perdendo ai rigori in finale a Wembley col Manchester United.

### Coppa UEFA
Superati ai preliminari i polacchi del Wisła Cracovia con un punteggio cumulativo di 3-2, il Tottenham viene sorteggiato nel girone D dell'ultima edizione della Coppa UEFA. Nella prima giornata del 23 ottobre 2008 gli Spurs perdono 2-0 al Friuli contro l'Udinese, in quella che è l'ultima partita sulla panchina della squadra londinese per Juande Ramos. Successivamente, anche l'andamento in coppa beneficia dell'arrivo di Redknapp: arrivano infatti due successi contro Dinamo Zagabria e NEC Nimega, oltre ad un pareggio casalingo contro lo Spartak Mosca. Grazie a questi risultati il Tottenham chiude il girone a 7 punti, secondo alle spalle dell'Udinese.
Ai sedicesimi di finale gli Spurs escono di scena, sconfitti dai futuri campioni dello Šachtar di Lucescu (2-0 per gli ucraini a Donec'k e 1-1 a Londra).

## Divise e sponsor
| Casa | Trasferta | Terza Divisa |

## Rosa
| N. |                           | Ruolo | Calciatore              |
| -- | ------------------------- | ----- | ----------------------- |
| 1  | Brasile (bandiera)        | P     | Heurelho da Silva Gomes |
| 2  | Scozia (bandiera)         | D     | Alan Hutton             |
| 3  | Galles (bandiera)         | D     | Gareth Bale             |
| 4  | Costa d'Avorio (bandiera) | D     | Didier Zokora           |
| 5  | Inghilterra (bandiera)    | C     | David Bentley           |
| 6  | Inghilterra (bandiera)    | C     | Tom Huddlestone         |
| 7  | Inghilterra (bandiera)    | C     | Aaron Lennon            |
| 8  | Inghilterra (bandiera)    | C     | Jermaine Jenas          |
| 9  | Russia (bandiera)         | A     | Roman Pavljučenko       |
| 10 | Inghilterra (bandiera)    | A     | Darren Bent             |
| 11 | Brasile (bandiera)        | D     | Gilberto                |
| 12 | Honduras (bandiera)       | C     | Wilson Palacios         |
| 14 | Croazia (bandiera)        | C     | Luka Modrić             |
| 15 | Irlanda (bandiera)        | A     | Robbie Keane (capitano) |
| 16 | Galles (bandiera)         | D     | Chris Gunter            |
| 17 | Messico (bandiera)        | C     | Giovani dos Santos      |

| N. |                        | Ruolo | Calciatore          |
| -- | ---------------------- | ----- | ------------------- |
| 18 | Inghilterra (bandiera) | A     | Fraizer Campbell    |
| 19 | Marocco (bandiera)     | C     | Adel Taarabt        |
| 20 | Inghilterra (bandiera) | D     | Michael Dawson      |
| 21 | Francia (bandiera)     | D     | Pascal Chimbonda    |
| 22 | Croazia (bandiera)     | D     | Vedran Ćorluka      |
| 23 | Italia (bandiera)      | P     | Carlo Cudicini      |
| 24 | Inghilterra (bandiera) | C     | Jamie O'Hara        |
| 25 | Inghilterra (bandiera) | C     | Jermain Defoe       |
| 26 | Inghilterra (bandiera) | D     | Ledley King         |
| 27 | Inghilterra (bandiera) | P     | Ben Alnwick         |
| 32 | Camerun (bandiera)     | D     | Benoît Assou-Ekotto |
| 39 | Inghilterra (bandiera) | D     | Jonathan Woodgate   |
| 51 | Inghilterra (bandiera) | C     | John Bostock        |
| 52 | Inghilterra (bandiera) | C     | Dean Parrett        |
| 77 | Inghilterra (bandiera) | C     | Ryan Mason          |
| 80 | Inghilterra (bandiera) | A     | Jonathan Obika      |

## Risultati

### Premier League

#### Girone di andata
| Arbitro: | Martin Atkinson |

|                      |           |                   |
| Wheater 71’ Mido 86’ | Marcatori | 90+3’ (aut.) Huth |

| Arbitro: | Mike Dean |

|           |           |                          |
| Jenas 73’ | Marcatori | 55’ Richardson 82’ Cissé |

| Arbitro: | Howard Webb |

|              |           |            |
| Belletti 27’ | Marcatori | 45+1’ Bent |

| Arbitro: | Steve Bennett |

|          |           |                        |
| Bent 87’ | Marcatori | 5’ Reo-Coker 54’ Young |

| Londra 21 settembre 2008, ore 15:00 BST 5ª giornata | Tottenham    | 0 – 0 referto | Wigan | White Hart Lane (35 808 spett.)\| Arbitro: \| Steve Tanner \| |
| Arbitro:                                            | Steve Tanner |               |       |                                                               |

| Arbitro: | Mike Dean |

|                      |           |  |
| Defoe 34’ Crouch 68’ | Marcatori |  |

| Arbitro: | Rob Styles |

|  |           |             |
|  | Marcatori | 9’ Geovanni |

| Arbitro: | Lee Mason |

|                                   |           |          |
| Higginbotham 19’ (rig.) Delap 53’ | Marcatori | 25’ Bent |

| Arbitro: | Andre Marriner |

|                                 |           |  |
| Pavljučenko 17’ Bent 76’ (rig.) | Marcatori |  |

| Arbitro: | Martin Atkinson |

|                                                      |           |                                             |
| Silvestre 37’ Gallas 46’ Adebayor 64’ van Persie 68’ | Marcatori | 13’ Bentley 67’ Bent 89’ Jenas 90+4’ Lennon |

| Arbitro: | Phil Dowd |

|                                        |           |          |
| Carragher 69’ (aut.) Pavljučenko 90+1’ | Marcatori | 3’ Kuijt |

| Arbitro: | Mike Dean |

|             |           |               |
| Robinho 16’ | Marcatori | 29’, 64’ Bent |

| Arbitro: | Alan Wiley |

|                        |           |              |
| Davies 33’ Johnson 70’ | Marcatori | 81’ Campbell |

| Arbitro: | Alan Wiley |

|                |           |  |
| Pavljučenko 9’ | Marcatori |  |

| Arbitro: | Steve Bennett |

|  |           |                    |
|  | Marcatori | 51’ (aut.) Ćorluka |

| Arbitro: | Chris Foy |

|  |           |                     |
|  | Marcatori | 68’ King 89’ O'Hara |

| Londra 13 dicembre 2008, ore 17:30 GMT 17ª giornata | Tottenham | 0 – 0 referto | Manchester Utd | White Hart Lane (35 882 spett.)\| Arbitro: \| Mike Dean \| |
| Arbitro:                                            | Mike Dean |               |                |                                                            |

| Arbitro: | Andre Marriner |

|                       |           |            |
| N'Zogbia 11’ Duff 90’ | Marcatori | 28’ Modrić |

| Londra 26 dicembre 2008, ore 13:00 GMT 19ª giornata | Tottenham    | 0 – 0 referto | Fulham | White Hart Lane (35 869 spett.)\| Arbitro: \| Peter Walton \| |
| Arbitro:                                            | Peter Walton |               |        |                                                               |

#### Girone di ritorno
| Arbitro: | Steve Tanner |

|                          |           |  |
| Bednář 83’ Beattie 90+4’ | Marcatori |  |

| Arbitro: | Andre Marriner |

|                |           |  |
| Figueroa 90+1’ | Marcatori |  |

| Arbitro: | Steve Bennett |

|           |           |            |
| Defoe 70’ | Marcatori | 59’ Nugent |

| Arbitro: | Mike Riley |

|                                |           |             |
| Lennon 8’ Defoe 21’ Dawson 24’ | Marcatori | 57’ Beattie |

| Arbitro: | Phil Dowd |

|                                |           |               |
| Puygrenier 31’ Davies 64’, 87’ | Marcatori | 72’, 74’ Bent |

| Londra 8 febbraio 2009, ore 13:30 GMT 25ª giornata | Tottenham | 0 – 0 referto | Arsenal | White Hart Lane (36 021 spett.)\| Arbitro: \| Mike Dean \| |
| Arbitro:                                           | Mike Dean |               |         |                                                            |

| Arbitro: | Lee Probert |

|            |           |                       |
| Turner 27’ | Marcatori | 17’ Bent 85’ Woodgate |

| Arbitro: | Howard Webb |

|                                          |           |  |
| Keane 9’ Pavljučenko 14’ Lennon 40’, 79’ | Marcatori |  |

| Arbitro: | Phil Dowd |

|               |           |           |
| Richardson 3’ | Marcatori | 89’ Keane |

| Arbitro: | Steve Bennett |

|           |           |                   |
| Carew 85’ | Marcatori | 5’ Jenas 50’ Bent |

| Arbitro: | Mike Dean |

|            |           |  |
| Modrić 50’ | Marcatori |  |

| Arbitro: | Peter Walton |

|                         |           |                  |
| McCarthy 82’ Ooijer 89’ | Marcatori | 30’ (rig.) Keane |

| Arbitro: | Martin Atkinson |

|                 |           |  |
| Pavljučenko 65’ | Marcatori |  |

| Arbitro: | Mark Halsey |

|          |           |  |
| Bent 24’ | Marcatori |  |

| Arbitro: | Howard Webb |

|                                                         |           |                     |
| C. Ronaldo 57’ (rig.), 68’ Rooney 67’, 71’ Berbatov 79’ | Marcatori | 29’ Bent 32’ Modrić |

| Arbitro: | Rob Styles |

|           |           |  |
| Jenas 43’ | Marcatori |  |

| Liverpool 9 maggio 2009, ore 15:00 BST 36ª giornata | Everton   | 0 – 0 referto | Tottenham | Goodison Park (36 646 spett.)\| Arbitro: \| Lee Mason \| |
| Arbitro:                                            | Lee Mason |               |           |                                                          |

| Arbitro: | Mark Halsey |

|                            |           |             |
| Defoe 29’ Keane 86’ (rig.) | Marcatori | 65’ Božinov |

| Arbitro: | Peter Walton |

|                                           |           |           |
| Torres 31’ Hutton 64’ (aut.) Benayoun 81’ | Marcatori | 77’ Keane |

### FA Cup
| Arbitro: | Alan Wiley (Staffordshire) |

|                                        |           |            |
| Pavljučenko 52’ (rig.), 90’ Modrić 76’ | Marcatori | 88’ Camara |

| Arbitro: | Peter Walton (Northamptonshire) |

|                          |           |                |
| Scholes 35’ Berbatov 36’ | Marcatori | 5’ Pavljučenko |

### Football League Cup
| Arbitro: | Chris Foy (Merseyside) |

|          |           |                            |
| Owen 90’ | Marcatori | 62’ Pavljučenko 66’ O'Hara |

| Arbitro: | Mike Riley (Yorkshire) |

|                                        |           |                        |
| Pavljučenko 38’, 52’ Campbell 42’, 45’ | Marcatori | 53’ Plessis 66’ Hyypiä |

| Arbitro: | Phil Dowd (Staffordshire) |

|             |           |                                   |
| Priskin 13’ | Marcatori | 45+2’ (rig.) Pavljučenko 76’ Bent |

| Arbitro: | Martin Atkinson (West Yorkshire) |

|                                                       |           |              |
| Dawson 46’ O'Hara 52’ Pavljučenko 65’ Duff 68’ (aut.) | Marcatori | 15’ Paterson |

| Arbitro: | Mark Halsey (Lancashire) |

|                                    |           |                             |
| Blake 33’ McCann 73’ Rodriguez 88’ | Marcatori | 118’ Pavljučenko 120’ Defoe |

| Arbitro: | Chris Foy (Merseyside) |

|                              |                      |                        |
| Giggs Tévez Ronaldo Anderson | Tiri di rigore 4 – 1 | O'Hara Ćorluka Bentley |

### Coppa UEFA

#### Primo turno
| Arbitro: | Batista |

|                      |           |            |
| Bentley 33’ Bent 73’ | Marcatori | 34’ Jirsák |

| Arbitro: | Tudor |

|            |           |                     |
| Brożek 83’ | Marcatori | 58’ (aut.) Głowacki |

#### Fase a gironi
| Arbitro: | Brych |

|                               |           |  |
| Di Natale 24’ (rig.) Pepe 86’ | Marcatori |  |

| Arbitro: | Fautrel |

|                                    |           |  |
| Bent 30’, 33’, 70’ Huddlestone 59’ | Marcatori |  |

| Arbitro: | Muñiz |

|  |           |            |
|  | Marcatori | 14’ O'Hara |

| Arbitro: | Proença |

|                       |           |                 |
| Modrić 67’ O'Hara 74’ | Marcatori | 23’, 33’ Dzjuba |

#### Fase a eliminazione diretta
| Arbitro: | Einwaller |

|                          |           |  |
| Selezn'ov 79’ Jádson 88’ | Marcatori |  |

| Arbitro: | Tagliavento |

|                |           |                 |
| dos Santos 55’ | Marcatori | 86’ Fernandinho |

## Statistiche
Aggiornate al 24 maggio 2009

### Statistiche di squadra
| Competizione   | Punti | In casa | In casa | In casa | In casa | In casa | In casa | In trasferta | In trasferta | In trasferta | In trasferta | In trasferta | In trasferta | Totale | Totale | Totale | Totale | Totale | Totale | DR |
| Competizione   | Punti | G       | V       | N       | P       | Gf      | Gs      | G            | V            | N            | P            | Gf           | Gs           | G      | V      | N      | P      | Gf     | Gs     | DR |
| -------------- | ----- | ------- | ------- | ------- | ------- | ------- | ------- | ------------ | ------------ | ------------ | ------------ | ------------ | ------------ | ------ | ------ | ------ | ------ | ------ | ------ | -- |
| Premier League | 51    | 19      | 10      | 5       | 4       | 21      | 10      | 19           | 4            | 4            | 11           | 24           | 35           | 38     | 14     | 9      | 15     | 45     | 45     | 0  |
| FA Cup         | -     | 1       | 1       | 0       | 0       | 3       | 1       | 1            | 0            | 0            | 1            | 1            | 2            | 2      | 1      | 0      | 1      | 4      | 3      | +1 |
| Carling Cup    | -     | 2       | 2       | 0       | 0       | 8       | 3       | 3            | 2            | 0            | 1            | 6            | 5            | 6      | 4      | 0      | 2      | 14     | 8      | +6 |
| Coppa UEFA     | -     | 4       | 2       | 2       | 0       | 9       | 4       | 4            | 1            | 1            | 2            | 2            | 5            | 8      | 3      | 3      | 2      | 11     | 9      | +2 |
| Totale         | 51    | 26      | 15      | 7       | 4       | 41      | 18      | 27           | 7            | 5            | 15           | 33           | 47           | 54     | 22     | 12     | 20     | 74     | 65     | +9 |

### Andamento in campionato
| Giornata  | 1  | 2  | 3  | 4  | 5  | 6  | 7  | 8  | 9  | 10 | 11 | 12 | 13 | 14 | 15 | 16 | 17 | 18 | 19 | 20 | 21 | 22 | 23 | 24 | 25 | 26 | 27 | 28 | 29 | 30 | 31 | 32 | 33 | 34 | 35 | 36 | 37 | 38 |
| --------- | -- | -- | -- | -- | -- | -- | -- | -- | -- | -- | -- | -- | -- | -- | -- | -- | -- | -- | -- | -- | -- | -- | -- | -- | -- | -- | -- | -- | -- | -- | -- | -- | -- | -- | -- | -- | -- | -- |
| Luogo     | T  | C  | T  | C  | C  | T  | C  | T  | C  | T  | C  | T  | T  | C  | C  | T  | C  | T  | C  | T  | T  | C  | C  | T  | C  | T  | C  | T  | T  | C  | T  | C  | C  | T  | C  | T  | C  | T  |
| Risultato | P  | P  | N  | P  | N  | P  | P  | P  | V  | N  | V  | V  | P  | V  | P  | V  | N  | P  | N  | P  | P  | P  | N  | V  | P  | V  | V  | N  | V  | V  | P  | V  | V  | P  | V  | N  | V  | P  |
| Posizione | 14 | 17 | 19 | 20 | 20 | 20 | 20 | 20 | 20 | 20 | 20 | 16 | 19 | 16 | 16 | 15 | 15 | 16 | 16 | 16 | 19 | 17 | 15 | 16 | 17 | 14 | 13 | 12 | 11 | 11 | 11 | 9  | 9  | 10 | 10 | 8  | 8  | 8  |

Legenda:

Luogo: C = Casa; T = Trasferta. Risultato: V = Vittoria; N = Pareggio; P = Sconfitta.

### Statistiche dei giocatori
Sono in corsivo i calciatori che hanno lasciato la società a stagione in corso.
| Giocatore       | Premier League | Premier League | Premier League | Premier League | FA Cup   | FA Cup | FA Cup      | FA Cup     | League Cup | League Cup | League Cup  | League Cup | Coppa UEFA | Coppa UEFA | Coppa UEFA  | Coppa UEFA | Totale   | Totale | Totale      | Totale     |
| Giocatore       | Presenze       | Reti           | Ammonizioni    | Espulsioni     | Presenze | Reti   | Ammonizioni | Espulsioni | Presenze   | Reti       | Ammonizioni | Espulsioni | Presenze   | Reti       | Ammonizioni | Espulsioni | Presenze | Reti   | Ammonizioni | Espulsioni |
| --------------- | -------------- | -------------- | -------------- | -------------- | -------- | ------ | ----------- | ---------- | ---------- | ---------- | ----------- | ---------- | ---------- | ---------- | ----------- | ---------- | -------- | ------ | ----------- | ---------- |
| B. Alnwick      | 0              | 0              | 0              | 0              | 1        | -2     | 0           | 0          | 1          | -3         | 0           | 0          | 0          | 0          | 0           | 0          | 2        | -5     | 0           | 0          |
| B. Assou-Ekotto | 29             | 0              | 4              | 1              | 1        | 0      | 0           | 0          | 4          | 0          | 1           | 0          | 2          | 0          | 0           | 0          | 36       | 0      | 5           | 1          |
| G. Bale         | 16             | 0              | 2              | 1              | 2        | 0      | 0           | 0          | 5          | 0          | 0           | 0          | 7          | 0          | 2           | 0          | 30       | 0      | 4           | 1          |
| D. Bent         | 33             | 12             | 1              | 0              | 0        | 0      | 0           | 0          | 3          | 1          | 0           | 0          | 6          | 4          | 0           | 0          | 42       | 17     | 1           | 0          |
| D. Bentley      | 25             | 1              | 4              | 0              | 2        | 0      | 0           | 0          | 3          | 0          | 1           | 0          | 5          | 1          | 0           | 0          | 35       | 2      | 5           | 0          |
| D. Berbatov     | 1              | 0              | 0              | 0              | 0        | 0      | 0           | 0          | 0          | 0          | 0           | 0          | 0          | 0          | 0           | 0          | 1        | 0      | 0           | 0          |
| K. Boateng      | 34             | 3              | 5              | 0              | 0        | 0      | 0           | 0          | 1          | 0          | 0           | 0          | 0          | 0          | 0           | 0          | 35       | 3      | 5           | 0          |
| J. Bostock      | 0              | 0              | 0              | 0              | 0        | 0      | 0           | 0          | 0          | 0          | 0           | 0          | 3          | 0          | 0           | 0          | 3        | 0      | 0           | 0          |
| F. Campbell     | 10             | 1              | 1              | 0              | 1        | 0      | 0           | 0          | 4          | 2          | 1           | 0          | 7          | 0          | 0           | 0          | 22       | 3      | 2           | 0          |
| P. Chimbonda    | 3              | 0              | 0              | 0              | 0        | 0      | 0           | 0          | 0          | 0          | 0           | 0          | 2          | 0          | 0           | 0          | 5        | 0      | 0           | 0          |
| V. Ćorluka      | 34             | 0              | 3              | 0              | 2        | 0      | 0           | 0          | 0          | 0          | 0           | 0          | 0          | 0          | 0           | 0          | 36       | 0      | 3           | 0          |
| C. Cudicini     | 4              | -5             | 0              | 0              | 0        | 0      | 0           | 0          | 0          | 0          | 0           | 0          | 0          | 0          | 0           | 0          | 4        | -5     | 0           | 0          |
| M. Dawson       | 16             | 1              | 3              | 1              | 2        | 0      | 0           | 0          | 5          | 1          | 0           | 0          | 5          | 0          | 0           | 0          | 28       | 2      | 3           | 1          |
| J. Defoe        | 8              | 3              | 0              | 0              | 1        | 0      | 0           | 0          | 1          | 0          | 0           | 0          | 0          | 0          | 0           | 0          | 10       | 3      | 0           | 0          |
| G. dos Santos   | 6              | 0              | 0              | 0              | 1        | 0      | 0           | 0          | 1          | 0          | 1           | 0          | 4          | 1          | 0           | 0          | 12       | 1      | 1           | 0          |
| Gilberto        | 1              | 0              | 0              | 0              | 0        | 0      | 0           | 0          | 0          | 0          | 0           | 0          | 2          | 0          | 0           | 0          | 3        | 0      | 0           | 0          |
| H. Gomes        | 34             | -40            | 1              | 0              | 1        | -1     | 0           | 0          | 5          | -5         | 0           | 0          | 8          | -9         | 1           | 0          | 48       | -55    | 2           | 0          |
| C. Gunter       | 3              | 0              | 0              | 0              | 1        | 0      | 0           | 0          | 1          | 0          | 0           | 0          | 7          | 0          | 0           | 0          | 12       | 0      | 0           | 0          |
| T. Huddlestone  | 22             | 0              | 3              | 0              | 1        | 0      | 0           | 0          | 2          | 0          | 0           | 0          | 6          | 2          | 0           | 0          | 31       | 2      | 3           | 0          |
| A. Hutton       | 8              | 0              | 2              | 0              | 0        | 0      | 0           | 0          | 1          | 0          | 0           | 0          | 2          | 0          | 0           | 0          | 11       | 0      | 2           | 0          |
| J. Jenas        | 10             | 0              | 2              | 0              | 0        | 0      | 0           | 0          | 3          | 0          | 0           | 0          | 4          | 0          | 0           | 0          | 17       | 0      | 2           | 0          |
| R. Keane        | 14             | 5              | 1              | 0              | 0        | 0      | 0           | 0          | 0          | 0          | 0           | 0          | 0          | 0          | 0           | 0          | 14       | 5      | 1           | 0          |
| L. King         | 24             | 6              | 3              | 0              | 0        | 0      | 0           | 0          | 2          | 0          | 0           | 0          | 3          | 0          | 0           | 0          | 29       | 6      | 3           | 0          |
| A. Lennon       | 35             | 5              | 2              | 0              | 1        | 0      | 0           | 0          | 5          | 0          | 0           | 0          | 6          | 0          | 1           | 0          | 47       | 5      | 3           | 0          |
| R. Mason        | 0              | 0              | 0              | 0              | 0        | 0      | 0           | 0          | 0          | 0          | 0           | 0          | 1          | 0          | 0           | 0          | 1        | 0      | 0           | 0          |
| L. Modrić       | 10             | 1              | 1              | 0              | 2        | 1      | 0           | 0          | 4          | 0          | 0           | 0          | 4          | 1          | 1           | 0          | 20       | 3      | 2           | 0          |
| J. O'Hara       | 15             | 1              | 2              | 0              | 1        | 0      | 0           | 0          | 6          | 2          | 1           | 0          | 6          | 0          | 3           | 1          | 28       | 3      | 6           | 1          |
| J. Obika        | 0              | 0              | 0              | 0              | 0        | 0      | 0           | 0          | 0          | 0          | 0           | 0          | 2          | 0          | 0           | 0          | 2        | 0      | 0           | 0          |
| W. Palacios     | 11             | 0              | 3              | 1              | 0        | 0      | 0           | 0          | 0          | 0          | 0           | 0          | 1          | 0          | 1           | 0          | 12       | 0      | 4           | 1          |
| D. Parrett      | 0              | 0              | 0              | 0              | 0        | 0      | 0           | 0          | 0          | 0          | 0           | 0          | 2          | 0          | 0           | 0          | 2        | 0      | 0           | 0          |
| R. Pavljučenko  | 28             | 5              | 1              | 0              | 2        | 3      | 0           | 0          | 6          | 6          | 1           | 0          | 0          | 0          | 0           | 0          | 36       | 14     | 2           | 0          |
| C. Sánchez      | 0              | 0              | 0              | 0              | 0        | 0      | 0           | 0          | 1          | 0          | 0           | 0          | 0          | 0          | 0           | 0          | 1        | 0      | 0           | 0          |
| A. Taarabt      | 1              | 0              | 0              | 0              | 1        | 0      | 0           | 0          | 1          | 0          | 0           | 0          | 0          | 0          | 0           | 0          | 3        | 0      | 0           | 0          |
| J. Woodgate     | 34             | 1              | 6              | 0              | 1        | 0      | 0           | 0          | 4          | 0          | 0           | 0          | 5          | 0          | 1           | 0          | 44       | 1      | 7           | 0          |
| D. Zokora       | 29             | 0              | 4              | 0              | 2        | 0      | 0           | 0          | 6          | 0          | 1           | 0          | 7          | 0          | 1           | 0          | 44       | 0      | 6           | 0          |